# 히로시마 고속 교통
히로시마 고속 교통 주식회사(일본어: 広島高速交通株式会社, ひろしまこうそくこうつうかぶしきがいしゃ)는 히로시마현 히로시마시에서 신교통 시스템의 노선을 운영하고 있는 철도 사업자이다. 히로시마 시 등의 출자에 의한 제3사업자 방식으로 설립된 제3사업자 철도의 하나이다. 본사 소재지는 히로시마 현 히로시마 시 아사미나미구 초라구지 2정목 12-1.
노선의 애칭은 「아스트램 라인」. 「내일」과 전철을 의미하는 「트램」으로부터의 조어이다. 일반적으로는 「히로시마 고속 교통」이라고 하는 정식명칭보다는 「아스트램 라인」또는 생략해 「아스트램」이라고 한다. 일부에서는 한층 더 생략해 「아톰」 「아스트」라는 별칭도 있지만 일반적이지 않다.
자기권식 교통 카드로서 히로시마 지구 공통 카드를 이용할 수 있어 히로시마 고속 교통에서도 아스트램 카드를 발행하고 있다. 공통 카드 도입 회사안에서는 유일하게 자동 개찰기를 이용한다. 또,2009년 봄부터 아스트램 라인에서도 IC 교통 카드 「PASPY」가 도입되어 JR서일본이 발행하는 ICOCA도 이용할 수 있게 될 예정이다.
주고쿠 지방의 철도 회사에서 처음 자동 개찰기를 도입한 회사이기도 하다. 당시는 현지 미디어로 화제가 되었다.

## 역사
- 1987년 12월 1일 - 설립.
- 1991년 3월 14일 - 히로시마시 아사미나미구의 고가 다리 건설 공사 현장에서 15명이 사망,8명이 부상하는 사고 발생.
- 1994년 8월 20일 - 히로시마 신교통 1호선 혼도리 - 광역 공원 앞간이 개통.
- 2004년 8월 22일 - 총수송 인원이 2억명을 달성.
- 2007년 4월 2일 - 제일 앞과 제일 뒤의 차량을 종일 「휴대 전화 전원 오프 차량」으로 설정.
- 2008년 - 11월부터 IC 대응의 신형 자동 개찰기로 차례차례 교체 개시.
- 2009년 - IC 교통 카드 「PASPY」의 서비스 개시 예정.

## 노선
- 히로시마 신교통 1호선 혼도리 - 광역 공원 앞 18.4 km

## 차량

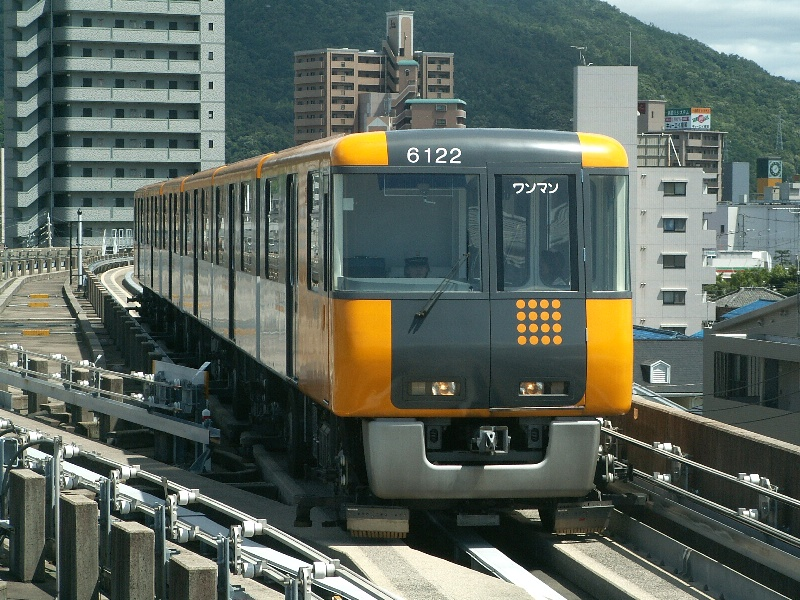
6000계

### 현재 차량
- 7000계

### 과거 차량
- 6000계
- 1000계

## 운임
어른 보통 여객 운임(소아는 반액). 1997년 4월 1일 개정.
| 거리           | 운임（엔） |
| -------------- | ---------- |
| 최초 구간 2 km | 180        |
| 3 - 4          | 220        |
| 5 - 6          | 260        |
| 7 - 9          | 310        |
| 10 - 12        | 350        |
| 13 - 15        | 390        |
| 16 - 18        | 430        |
| 19 km          | 470        |